# Slag bij Manpad

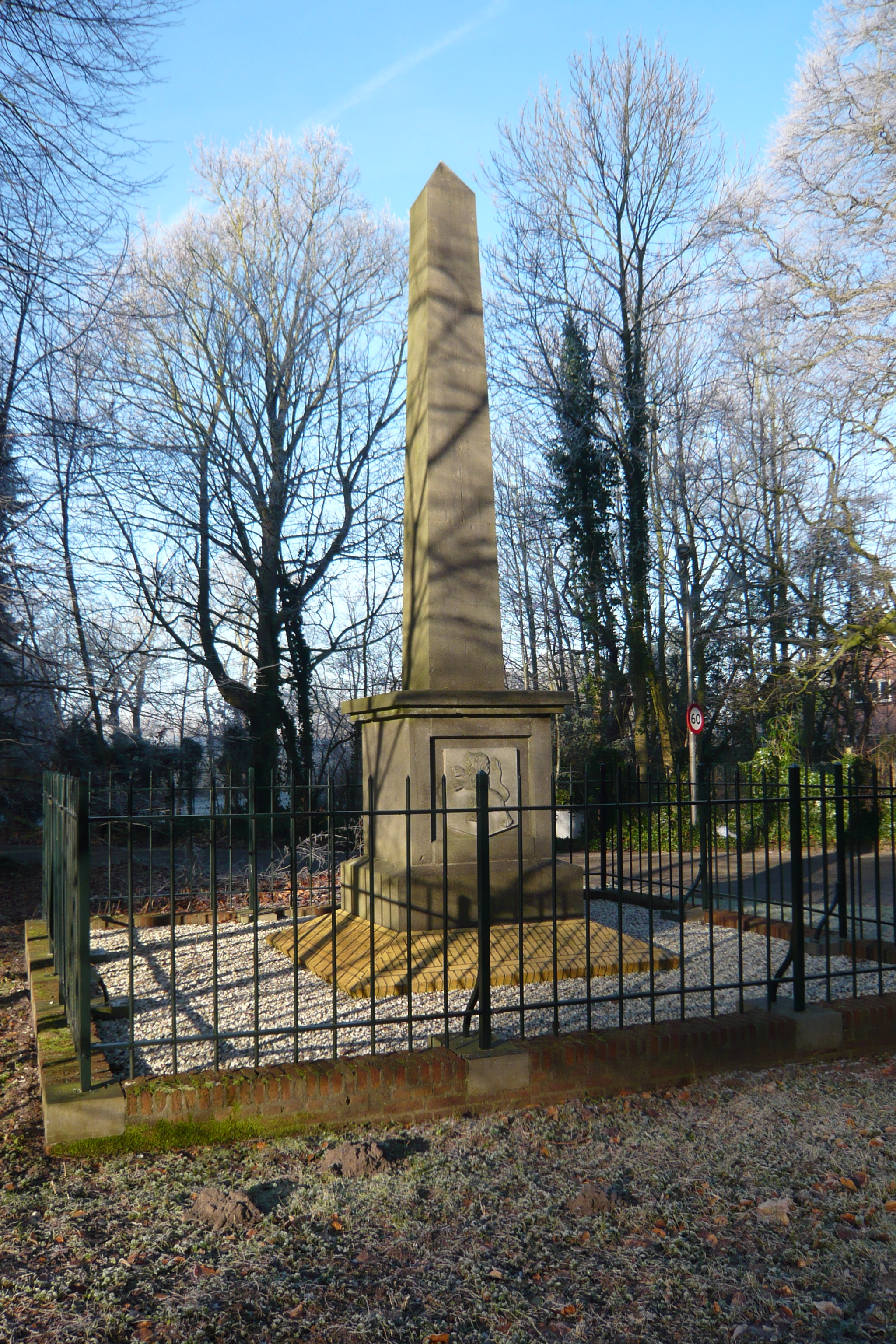
De Naald in Heemstede, ter gedachtenis aan de Slag bij Manpad

De Slag bij Manpad, ook Slag bij het Manpad is een veldslag bij het Manpad in Heemstede, waarbij Hollandse troepen, onder aanvoering van Witte van Haemstede de Vlaamse troepen onder leiding van graaf Gwijde van Namen, de held van de Guldensporenslag, in 1304 zouden hebben verslagen. Bij de Vlamingen hadden zich edelen aangesloten, die na de dood van graaf Floris V van Holland waren verbannen en naar hun bezittingen wilden terugkeren. De slag speelde een grote rol bij het ontluikend Nederlands nationaal besef, maar heeft - naar uit later wetenschappelijk onderzoek is gebleken - vermoedelijk nooit plaatsgevonden.
Verwijzingen naar de Slag bij Manpad werden met name populair in de negentiende eeuw. In 1826 schreef David Jacob van Lennep zijn Verhandeling over het belangrijke van Hollands grond voor gevoel en verbeelding, aan het einde waarvan een duinzang werd opgenomen, die verwees naar de slag, onder meer met de strofe:
En om HAAMSTEDE drong zich de landzaat bijeen,
En de bloedige strijd werd gestreden,
En der Vlamingen hoogmoed verging en verdween,
Bij het Manpad met voeten getreden.
De Slag bij Manpad won in Nederland nog aan populariteit na de Belgische Revolutie van 1830. Naast het door van Lennep bewoonde Huis te Manpad was in 1817 al een gedenknaald geplaatst: De Naald. Hierop werd de volgende tekst aangebracht: Ter eere van Witte van Haamstede, Grave Floris' zoon van Holland, en van de brave burgers van Haarlem, die met hem de vreemde mannen langs dit pad verdreven d. XXVI April MCCCIIII. En ter eere van hen die tot ontzet van Haarlem bij dit Manpad hun leven waagden d. VIII Juli MDLXXIII.
Het monument is sinds 2016 in handen van Monumentenbezit.

## Achtergrond
In juli 1302 hadden de Vlamingen op het Groeningheslagveld nabij Kortrijk de Franse milities van Filips de Schone verslagen. Aangemoedigd door dit succes besloten zij om enkele oude rekeningen te vereffenen met Henegouwen-Zeeland-Holland. Vlaamse troepen, met de ballingen, die naar hun bezittingen wensten terug te keren, trokken noordwaarts, waar zij de Zeeuwse eilanden trachtten te veroveren. De ballingen waren betrokken bij de samenzwering, die tot doel had graaf Floris V te ontvoeren en op diens dood uitliep. Het Beleg van Zierikzee leverde uiteindelijk in 1304 een Hollands-Franse overwinning op in de Slag bij Zierikzee. Inmiddels waren de Vlaamse troepen evenwel al Holland en Utrecht binnengetrokken, waar ze stad na stad veroverden. Jan van Renesse keerde met achthonderd Zeeuwen terug in Gouda, Jan van Amstel in Amsterdam, Herman VI van Woerden en Arnoud II van Benschop in Utrecht en Gijsbrecht van Amstel in IJsselstein. De Vlaamse opmars stokte bij Haarlem en de Vlaamse troepen verlieten plotseling het gebied benoorden de rivieren. Jan van Renesse, Arend van Benschop en Jan II van der Lede verdronken op 16 augustus 1304 in de Lek, nadat ze de stad Utrecht waren uitgezet en naar Brabant wilden uitwijken. Dat de Vlaamse troepen Holland en Utrecht hebben verlaten, staat vast, maar de aanleiding hiervoor is onbekend. Tot in de twintigste eeuw is geloofd dat de Vlaamse nederlaag bij Manpad hier de oorzaak van was geweest.
Na de slag bij Manpad zou een gedeelte van het overwinningsleger zich beziggehouden hebben met het beleg van Amsterdam en uiteindelijk Jan I van Amstel hebben verdreven. Witte van Haamstede zou zich bij het beleg van Schoonhoven hebben aangesloten.

## Onderzoek van Hugenholtz
De Nederlandse mediëvist Frits Hugenholtz heeft de Slag bij Manpad onderzocht aan de hand van de rijmkroniek van Melis Stoke en het Latijnse proza van zekere Wilhelmus, procurator van Egmond Beide auteurs leefden tijdens de Vlaamse opmars in Zeeland, Holland en Utrecht en doen verslag van de gebeurtenissen. In geen van beide werken wordt de Slag bij Manpad genoemd. Melis Stoke geeft als verklaring voor de plotselinge terugtrekking der Vlaamse milities, de verschijning van Witte van Haamstede in Haarlem en Kennemerland, waar hij door de bevolking met veel enthousiasme werd ingehaald. Hij stuurde vervolgens berichten over zijn aanwezigheid aan andere Hollandse steden, waarop de bevolking geestdriftig reageerde en hen aanzette tot dusdanig verzet dat de Vlamingen de heilloosheid van hun expeditie inzagen en zich terugtrokken.
De lezing van Willem Procurator, iets jonger dan Melis Stoke, bevestigt de visie van Stoke:
Tegelijkertijd werd heel Noord-Holland door Heer Jan van Renesse onderworpen; gijzelaars werden gegeven. En kort maar krachtig gezegd: Heel Holland zou blijvend zijn onderworpen aan Gwijde, indien niet een zekere ridder (miles quidam), Witte genaamd, een natuurlijke zoon van graaf Floris, in het geheim uit Zierikzee was ontsnapt en overzee naar Kennemerland was gekomen. Maar nadat deze ridder bij Haarlem was verschenen, bloeide de geestkracht van velen, eerst dor, weder op en nadat een aanval was gedaan op de stad Gouda en op andere steden werden de gijzelaars bevrijd en alle met de Vlamingen gesloten verdragen verbroken
Voor zover er van deze geschiedenissen sprake is in verslagen van Vlaamse tijdgenoten, houden die meestal op bij de door de Vlamingen verloren Slag bij Zierikzee. Ook daar waar sprake is van noordelijker Vlaamse aanwezigheid, wordt de terugtrekking toegeschreven aan de Zierikzeese slag. Op grond van dit alles concludeert Hugenholtz dat er nooit een Slag bij Manpad heeft plaatsgevonden.

## Oorsprong van de mythe
De oorsprong van de mythe moet worden gevonden in de Divisiekroniek van Cornelius Aurelius uit 1517. Hij is de eerste auteur die de Slag bij Manpad vermeldt:
Als Heere Witte van Haemstede met luttel wapentuers binnen de stede van Haerlem was ghekomen heeft hy synen bannier mitten roode leeuwe ontwonden; terstondt zijn by hem gekomen alle dat volck uyt Kermerlant, uyt Waterlant ende veel uyt Oost ende West-Vrieslant, lovende God dat sy eenen hooftman hadden vanden rechten bloede van Hollandt gekomen wesende; ende als heere Witte sach dat sy alle waren bereydt mit hem te gaen is hy uytghegaen met ontwonden blinckende bannieren met een vreesselick geluyt van basuynen. Ende als sy quamen by Hillegom is hen daer te moete ghekomen met een groote menichte van Vlaminghen de President van Vlaenderen ende daer geviel eenen grooten strijt overmits de vreesselicke slaghen ende dat groote gecrij dat daer was van den genen die geslagen werden
En de plaats waar dit geschiedde wort op huyden nog desen dach ghenoemt oudt mannepat, aldus Aurelius. Aurelius baseerde zich hier op de - op dat moment alleen nog in manuscript beschikbare Chronicon comitum Hollandiae et episcoporum Ultraiectensium van Johannes a Leydis, die op zijn beurt terugging op het Oude Goudse kroniekje uit 1440. Dat De Slag bij Manpad deel kon worden van Nederlands collectieve geheugen, schrijft Hugenholtz toe aan de populariteit die de Divisiekroniek bij opeenvolgende generaties heeft gehad. Het ligt voor de hand dat deze - uiteindelijk dus waarschijnlijk fictieve - Slag aan populariteit won in het negentiende-eeuwse Nederland, dat na de Belgische Onafhankelijkheid en de Tiendaagse Veldtocht, behoefte leek te hebben aan verhalen waarin heroïsche Hollanders zich, met succes, teweerstelden tegen Belgen.